# Théorème de Green
Ne doit pas être confondu avec Théorème de Green-Ostrogradski.
 (janvier 2024).
Si vous disposez d'ouvrages ou d'articles de référence ou si vous connaissez des sites web de qualité traitant du thème abordé ici, merci de compléter l'article en donnant les références utiles à sa vérifiabilité et en les liant à la section « Notes et références ».
En mathématiques, le théorème de Green, ou théorème de Green-Riemann, donne la relation entre une intégrale curviligne le long d'une courbe simple fermée orientée C1 par morceaux et une intégrale double sur la région du plan délimitée par cette courbe.
Ce théorème, tirant son nom des mathématiciens George Green et Bernhard Riemann, est un cas particulier du théorème de Stokes.

## Énoncé

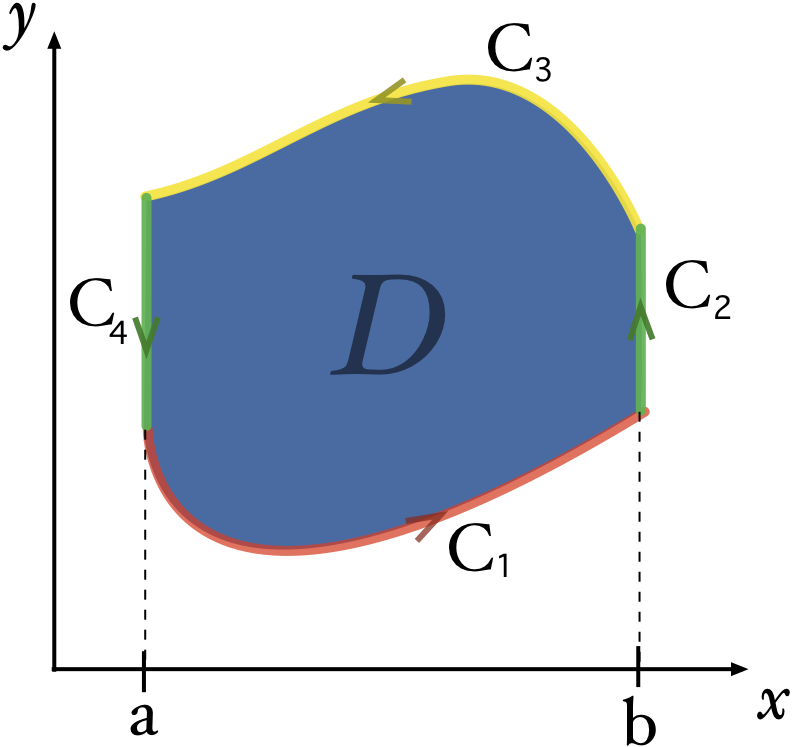
Domaine délimité par une courbe régulière par morceaux.

Soit C une courbe plane simple, positivement orientée et C1 par morceaux, D le compact du plan délimité par C et Pdx + Qdy une 1-forme différentielle sur {\displaystyle \mathbb {R} ^{2}}. Si P et Q ont des dérivées partielles continues sur une région ouverte incluant D, alors :
{\displaystyle \int _{C}P\,\mathrm {d} x+Q\,\mathrm {d} y=\iint _{D}\left({\frac {\partial Q}{\partial x}}-{\frac {\partial P}{\partial y}}\right)\mathrm {d} x\mathrm {d} y.}

## Notation alternative
Vu comme cas particulier du théorème de Stokes, le théorème s'écrit sous la forme suivante, en notant ∂D la courbe {\displaystyle C} et ω la forme différentielle. Alors, la dérivée extérieure de ω s'écrit :
et le théorème de Green se résume par :
Le cercle sur l'intégrale précise que le bord ∂D est une courbe fermée (orientée). Changer l'orientation de la courbe change le signe de l'intégrale curviligne. L'orientation du bord ∂D se fait intuitivement de telle façon qu'un point le parcourant doit avoir le domaine D constamment sur sa gauche.
On peut aussi interpréter {\displaystyle \oint _{\partial D}\omega } comme la circulation du champ de vecteurs {\displaystyle P\,{\vec {\imath }}+Q\,{\vec {\jmath }}} défini sur un ouvert du plan contenant D.

## Démonstration dans un cas simplifié

Théorème de Green-Riemann dans un cas simplifié.

Montrons que {\displaystyle \iint _{D}-{\frac {\partial P}{\partial y}}(x,y)\,\mathrm {d} x\mathrm {d} y=\int _{\partial D}P\,\mathrm {d} x} en supposant que le domaine D peut être décrit par :
où f et g sont des fonctions de classe C1 sur [a, b] qui coïncident en a et b.
Le théorème de Fubini donne :
Or {\displaystyle \int _{f(x)}^{g(x)}-{\frac {\partial P}{\partial y}}(x,y)\,\mathrm {d} y=P(x,f(x))-P(x,g(x))}, de sorte que :
{\displaystyle \iint _{D}-{\frac {\partial P}{\partial y}}(x,y)\,\mathrm {d} x\mathrm {d} y=\int _{a}^{b}P(x,f(x))-P(x,g(x))\,\mathrm {d} x.}
Or l'arc orienté {\displaystyle \partial D} peut être décomposé en deux sous-arcs :
{\displaystyle t\longmapsto (t,f(t))} où t croît de a à b
et
{\displaystyle t\longmapsto (t,g(t))} où t décroît de b à a.
L'intégrale curviligne {\displaystyle \int _{\partial D}P\,\mathrm {d} x} est donc :
{\displaystyle \int _{a}^{b}P(t,f(t))\,\mathrm {d} t+\int _{b}^{a}P(t,g(t))\,\mathrm {d} t=\int _{a}^{b}P(t,f(t))-P(t,g(t))\,\mathrm {d} t}  qui est bien l'expression obtenue ci-dessus.
On montre de même que {\displaystyle \iint _{D}{\frac {\partial Q}{\partial x}}(x,y)\,\mathrm {d} x\mathrm {d} y=\int _{\partial D}Q\,\mathrm {d} y} en supposant que le domaine D peut être décrit comme étant :
où ϕ et ψ sont des fonctions de classe C1 sur [c, d] qui coïncident en c et d :
{\displaystyle \iint _{D}{\frac {\partial Q}{\partial x}}(x,y)\,\mathrm {d} x\mathrm {d} y=\int _{c}^{d}\int _{\phi (y)}^{\psi (y)}{\frac {\partial Q}{\partial x}}(x,y)\,\mathrm {d} x\mathrm {d} y=\int _{c}^{d}Q(\psi (y),y)-Q(\phi (y),y)\,\mathrm {d} y=\int _{\partial D}Q\,\mathrm {d} y.}

## Utilisations
Le théorème de Green permet notamment de démontrer le lemme de Poincaré, ainsi que le théorème intégral de Cauchy pour les fonctions holomorphes.

### Calculs d'aires
L'utilisation du théorème de Green permet de calculer l'aire délimitée par une courbe paramétrée fermée. Cette méthode est concrètement appliquée dans les planimètres.
Soit {\displaystyle D} un domaine du plan auquel le théorème de Green s'applique et soit {\displaystyle C=\partial D} sa frontière, orientée positivement par rapport à {\displaystyle D}. On a :
en prenant respectivement {\displaystyle \left(P(x,y),Q(x,y)\right)} égal à {\displaystyle (-y,0)}, ou bien {\displaystyle (0,x)}, ou enfin {\displaystyle (-y/2,x/2)}, chacun de ces trois cas vérifiant {\displaystyle {\frac {\partial Q}{\partial x}}-{\frac {\partial P}{\partial y}}=1.}

#### Aire d'une astroïde
On traite ici l'exemple d'une astroïde, dont le bord {\displaystyle C} est paramétré par :
t variant de 0 à 2π. En prenant {\displaystyle P(x,y)\,\mathrm {d} x=-{\frac {y}{2}}\,\mathrm {d} x={\frac {3}{2}}\sin ^{4}t\cos ^{2}t\,\mathrm {d} t} et {\displaystyle Q(x,y)\,\mathrm {d} y={\frac {x}{2}}\,\mathrm {d} y={\frac {3}{2}}\cos ^{4}t\sin ^{2}t\,\mathrm {d} t}, on obtient :
Après linéarisation, on en déduit que l'aire de l'astroïde est égale à 3π/8.

#### Aire d'un polygone
Pour un polygone simple à n sommets P0, P1, … , Pn = P0 numérotés dans le sens trigonométrique positif, avec Pi = (xi , yi), on obtient:
{\displaystyle {\mathcal {A}}={\frac {1}{2}}\sum _{i=1}^{n}(x_{i}+x_{i-1})\,(y_{i}-y_{i-1})=-{\frac {1}{2}}\sum _{i=1}^{n}(x_{i}-x_{i-1})\,(y_{i}+y_{i-1})}
ou encore
{\displaystyle {\mathcal {A}}={\frac {1}{2}}\sum _{i=1}^{n}(x_{i-1}\,y_{i}-x_{i}\,y_{i-1}),}
expression qui peut s'interpréter comme la somme des aires des triangles OPi–1Pi.
Note : dans la première relation, on observe qu'une translation ne modifie pas l'aire.